# Eleccions al Consell Insular d'Eivissa de 2015
Les eleccions al Consell Insular d'Eivissa de 2015 se celebrà el 24 de maig de 2015. Tenien dret de vot tots els ciutadans majors de 18 anys empadronats a Eivissa.

## Candidatures

### Candidatures presents al Consell Insular d'Eivissa
| Partit                                             | Candidat             |
| -------------------------------------------------- | -------------------- |
| Partit Popular (PP)                                | Vicent Serra Ferrer  |
| Partit Socialista de les Illes Balears (PSIB-PSOE) | Vicent Torres Guasch |

### Candidatures sense presència al Consell d'Eivissa
| Partit                                           | Candidat                |
| ------------------------------------------------ | ----------------------- |
| Esquerra Republicana de Catalunya-Eivissa Sí     | Joan Josep Costa        |
| Proposta per les Illes Balears (PI)              | Joan Torres             |
| Unió, Progrés i Democràcia (UPyD)                | Maxo Benalal            |
| Podemos, Guanyem Eivissa                         | Viviana de Sans Trotta  |
| Más Eivissa - Corsaris Democratis                | Antonio Ramon           |
| Movimiento Ciudadano EPIC                        | Johanna Alejandra Gamez |
| Partido Renovador de Eivissa y Formentera (PREF) | Nacho Rodrigo           |
| Alternativa Insular                              | Manuel Ruíz de Adana    |
| Gent per Eivissa (GxE)                           | Juan José Cardona       |

## Enquestes d'opinió
| Enquesta               | PP      | PSIB-PSOE | ExC  | PODEM-GUANYEM | PI    | EAiV | UPyD | C's | Altres |
| ---------------------- | ------- | --------- | ---- | ------------- | ----- | ---- | ---- | --- | ------ |
| Eleccions 2011(5/2011) | 51,4%   | 29,7%     | 5,9% |               |       |      | 2,1% |     | 10,8%  |
| Projecció d'escons     | 8       | 5         |      |               |       |      |      |     |        |
| IBES(2/2015)           | 37%     | 25%       |      | 20%           |       |      | 3%   | 5%  | 10%    |
| Projecció d'escons     | 6       | 4         |      | 3             |       |      |      |     |        |
| IBES(5/2015)           | 31%-33% | 30%-31%   |      | 21%-23%       | 3%-4% |      |      |     | 8%-9%  |
| Projecció d'escons     | 4-6     | 4-5       |      | 3-4           |       |      |      |     |        |

## Resultats
| Candidatures                                     | Vots   | Percentatge | Consellers |
| ------------------------------------------------ | ------ | ----------- | ---------- |
| PP                                               | 14.782 | 34,04 %     | 6          |
| PSIB-PSOE                                        | 10.354 | 23,84 %     | 4          |
| Podem                                            | 8.188  | 18,86 %     | 3          |
| Gent per Eivissa                                 | 2.193  | 5,05 %      |            |
| El Pi                                            | 2.006  | 4,62 %      |            |
| Movimiento Ciudadano EPIC Ibiza                  | 1.102  | 2,54 %      |            |
| Más Eivissa-Corsaris Democràtics                 | 1.002  | 2,31%       |            |
| Alternativa Insular                              | 777    | 1,79%       |            |
| Esquerra Republicana-Eivissa Sí                  | 769    | 1,77%       |            |
| UPyD                                             | 696    | 1,60%       |            |
| Partido Renovador de Eivissa y Formentera (PREF) | 486    | 1,12%       |            |

Votants: 43.970. Abstenció: 50.7%. Blancs: 1.070. Nuls: 544 vots.
D'acord amb els resultats reflectits en aquest quadre, es proclama electes els candidats següents:
- Vicent Serra Ferrer
- Maria Carmen Domínguez Arellano
- Mariano Juan Guasch
- Josefa Costa Ramón
- Vicente Roig Tur
- Maria Ferrer Torres
- Vicente Torres Guasch
- Marta Díaz Pascual
- Gonzalo Juan Ferragut
- Pepa Marí Ribas
- Viviana de Sans Trotta
- Miguel Alejandro Vericard Marcuello
- Lidia Jurado Cotrina